# Robert Bertie, 1. Duke of Ancaster and Kesteven

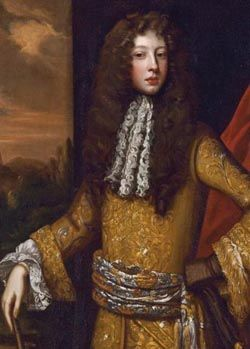
Robert Bertie, 1. Duke of Ancaster and Kesteven

Robert Bertie, 1. Duke of Ancaster and Kesteven (* 20. Oktober 1660; † 26. Juli 1723 in Grimsthorpe, Lincolnshire), war ein britischer Peer und Politiker.

## Leben
Er war der älteste Sohn von Robert Bertie, 3. Earl of Lindsey, aus dessen zweiter Ehe mit Hon. Elizabeth Wharton, Tochter des Philip Wharton, 4. Baron Wharton. Als Heir apparent seines Vaters führte er ab 1666 den Höflichkeitstitel Lord Willoughby.
Von 1685 bis 1690 war er als Burgess für Boston Abgeordneter im englischen House of Commons. 1690 wurde er als Burgess für Preston erneut ins House of Commons gewählt, erbte sodann aber durch Writ of Acceleration vom 19. April 1690 vorzeitig den nachgeordneten Titel seines Vaters als 17. Baron Willoughby de Eresby und rückte ins House of Lords auf. Am 4. April 1701 erhielt er das Amt des Lord Lieutenant von Lincolnshire. Als sein Vater im Mai 1701 starb, erbte er auch dessen Titel als 4. Earl of Lindsey sowie das erbliche Hofamt des Lord Great Chamberlain. Am 19. Juni 1701 wurde er ins Privy Council berufen.
Am 21. Dezember 1706 wurde ihm der erbliche Titel Marquess of Lindsey verliehen. 1715 hatte er zeitweise das Amt des Lord Justice inne, während sich König Georg I. in Hannover aufhielt. Am 26. Juli 1715 wurde er zum Duke of Ancaster and Kesteven erhoben.

## Ehen und Nachkommen
In erster Ehe heiratete er am 30. Juli 1678 in Westminster Abbey Mary Wynn († 1689), Tochter des Sir Richard Wynn, 4. Baronet. Mit ihr hatte er zwei Söhne:
- Robert Bertie, Lord Willoughby (1684–1704);
- Peregrine Bertie, 2. Duke of Ancaster and Kesteven (1686–1742).

In zweiter Ehe heiratete er am 6. Juli 1705 Albinia Farrington (um 1699 – 1745), Tochter des Maj.-Gen. Thomas Farrington. Mit ihr hatte er vier Söhne und eine Tochter, darunter:
- Lord Vere Bertie;
- Lord Montague Bertie.

Da er seinen kinderlosen ältesten Sohn überlebte, beerbte ihn 1723 sein zweitgeborener Sohn Peregrine Bertie als 2. Duke.